# Callistosporium
Callistosporium Singer (pigmentówka) – rodzaj grzybów z rzędu pieczarkowców (Agaricales).

## Systematyka i nazewnictwo
Pozycja w klasyfikacji według Index Fungorum: Callistosporiaceae, Agaricales, Agaricomycetidae, Agaricomycetes, Agaricomycotina, Basidiomycota, Fungi.
W 2025 r. Komisja ds. Polskiego Nazewnictwa Grzybów Polskiego Towarzystwa Mykologicznego zarekomendowała dla rodzaju Callistosporium nazwę pigmentówka. Gatunki występujące w Polsce:
- Callistosporium luteo-olivaceum (Berk. & M.A. Curtis) Singer 1946 – pigmentówka żółto-oliwkowa
- Callistosporium pinicola Arnolds 2006 – pigmentówka iglastodrzewna

Nazwy naukowe według Index Fungorum. Nazwy polskie i wykaz gatunków na podstawie rekomendacji Komisji ds. Polskiego Nazewnictwa Grzybów